# 6975 Hiroaki
6975 Hiroaki (1992 QM) là một tiểu hành tinh vành đai chính được phát hiện ngày 25 tháng 8 năm 1992 bởi S. Otomo ở Kiyosato.